# Théophile Godfraind
Théophile Godfraind est un médecin belge, né le 18 février 1931 à Bande en province de Luxembourg.
D'abord médecin généraliste, il est connu pour ses travaux en pharmacologie. Depuis 1996, il est professeur émérite de physiologie et pharmacologie de l'Université catholique de Louvain.

## Biographie
Théophile (Joseph Cyrille Gilles) est né le 18 février 1931 à Bande en province de Luxembourg, Théophile Godfraind fait ses études secondaires à l'Athénée Royal d'Ixelles puis entame des études de médecine à l'Université catholique de Louvain qu'il termine en 1955.
Théophile Godfraind a été professeur de physiologie et de pharmacologie (émérite depuis 1996) à l'Université catholique de Louvain. Il a été élu comme correspondant régnicole de l'Académie royale de médecine de Belgique le 18 mai 1974, puis membre titulaire le 30 juin 1984 ; il en a présidé le bureau en 1991. Il est l'éditeur en chef de la revue Frontiers in Pharmacology. Il a été secrétaire général (1987-1994) puis président (1994-1998) de l'Union internationale de pharmacologie fondamentale et clinique. Il est inclus dans la liste des « Highly Cited Researchers », qui recense les auteurs scientifiques les plus cités.
Il est marié, père de deux enfants et a huit petits-enfants[Quand ?].

## Affiliations
- Docteur honoris causa :
  - université Louis-Pasteur de Strasbourg, 1984 ;
  - université Henri-Poincaré de Nancy, 2000 ;
  - université Comenius de Bratislava, 2006 ;
- Guest Professor of Pharmacology ; 
  - The Second Military Medical University (Chine).

## Prix et récompenses
- Prix du Concours des Bourses de Voyage, 1955.
- Prix SPECIA, 1955.
- Prix Jean-François Heymans, 1967.
- Prix Quinquennal des Sciences Thérapeutiques, 1973.
- Prix GlaxoSmithKline, 1982.
- Prix Peter Debye, 1987.
- Prix de la Fondation de Physiopathologie Professeur Lucien Dautrebande, 1988.
- Prix ASPET award, 1991 (American Society for Pharmacology and Experimental Therapy)
- Prix « Médecine et Europe » de l'Institut des Sciences de la Santé, Paris, 1997.